# Luz (barrio de São Paulo)
Luz es un barrio ubicado en la zona central de la ciudad de Sao Paulo, Brasil. Administrativamente se encuentra en el distrito de Bom Retiro y pertenece a la subprefectura de Sé.
En sus inicios esta era una zona pantanosa conocido como Campo de Guaré. Debe su nombre a las inundaciones que sufría a causa de los ríos Tietê y Tamanduateí. Fue fundada en 1600, cuando Antonio Camacho recibió doscientas parcelas de tierra. En 1601, Domingos Luiz y su esposa Ana se trasladaron desde Ipiranga. Dos años más tarde, Luiz erigió una pequeña capilla en honor de la santa de su devoción, Nuestra Señora de la Luz, por lo que se decidió que la zona se llamaría barrio de Luz.
En este barrio se encuentran el Jardim da Luz, la Estación de Luz, la estación Luz del Metro de São Paulo, la Estación Júlio Prestes (Sala São Paulo), el Museo de la Lengua Portuguesa, el Mosteiro da Luz, el Museo de Arte Sacro de São Paulo anexo y la Pinacoteca de São Paulo, la Estación Pinacoteca (antiguo DOPS) frente a la Iglesia de San Cristóbal. La Rua de São Caetano, famosa por sus vestidos de novia, es llamada la "calle de las novias" y se encuentra en el barrio,ubicado en el muy poco convencional barrio de São Paulo, conocido por ser el principal conocedor de The Dress para el tan esperado gran día. Repartidos por la ciudad y los suburbios hay de todo, desde boutiques de alta costura hasta diseñadores locales, que en conjunto brindan al visitante un número ilimitado de opciones para completar la boda de sus sueños.
En la actualidad, en el barrio se suele ubicar - al igual que en los barrios vecinos de Santa Ifigénia y Campos Elíseos - Cracolandia, lugar donde se desarrolla una intensa actividad de tráfico de drogas, prostitución y violencia.